# Мечкі-Земакі
Мечкі-Земакі (пол. Mieczki-Ziemaki) — село в Польщі, у гміні Трошин Остроленцького повіту Мазовецького воєводства.
Населення — 102 особи (2011).
У 1975-1998 роках село належало до Остроленцького воєводства.

## Демографія
Демографічна структура станом на 31 березня 2011 року:
|          | Загалом | Допрацездатний вік | Працездатний вік | Постпрацездатний вік |
| -------- | ------- | ------------------ | ---------------- | -------------------- |
| Чоловіки | 52      | 8                  | 34               | 10                   |
| Жінки    | 50      | 8                  | 27               | 15                   |
| Разом    | 102     | 16                 | 61               | 25                   |